# Ксенон-дифлуорид
Ксенон-дифлуорид је хемијско неорганско једињење хемијске формуле XeF2.

## Добијање
Може се добити превођењем смеше ксенона и флуора у одређеном односу кроз цев од никла загрејану на температури од 400 ° и наглим хлађењем добијеног продукта.

## Својства
Ово је безбојна до бела чврста супстанца, нежна на додир. Раствара се у флуороводоничној киселини.
Воду оксидује до елементарног кисеоника: